# Leonard Adleman

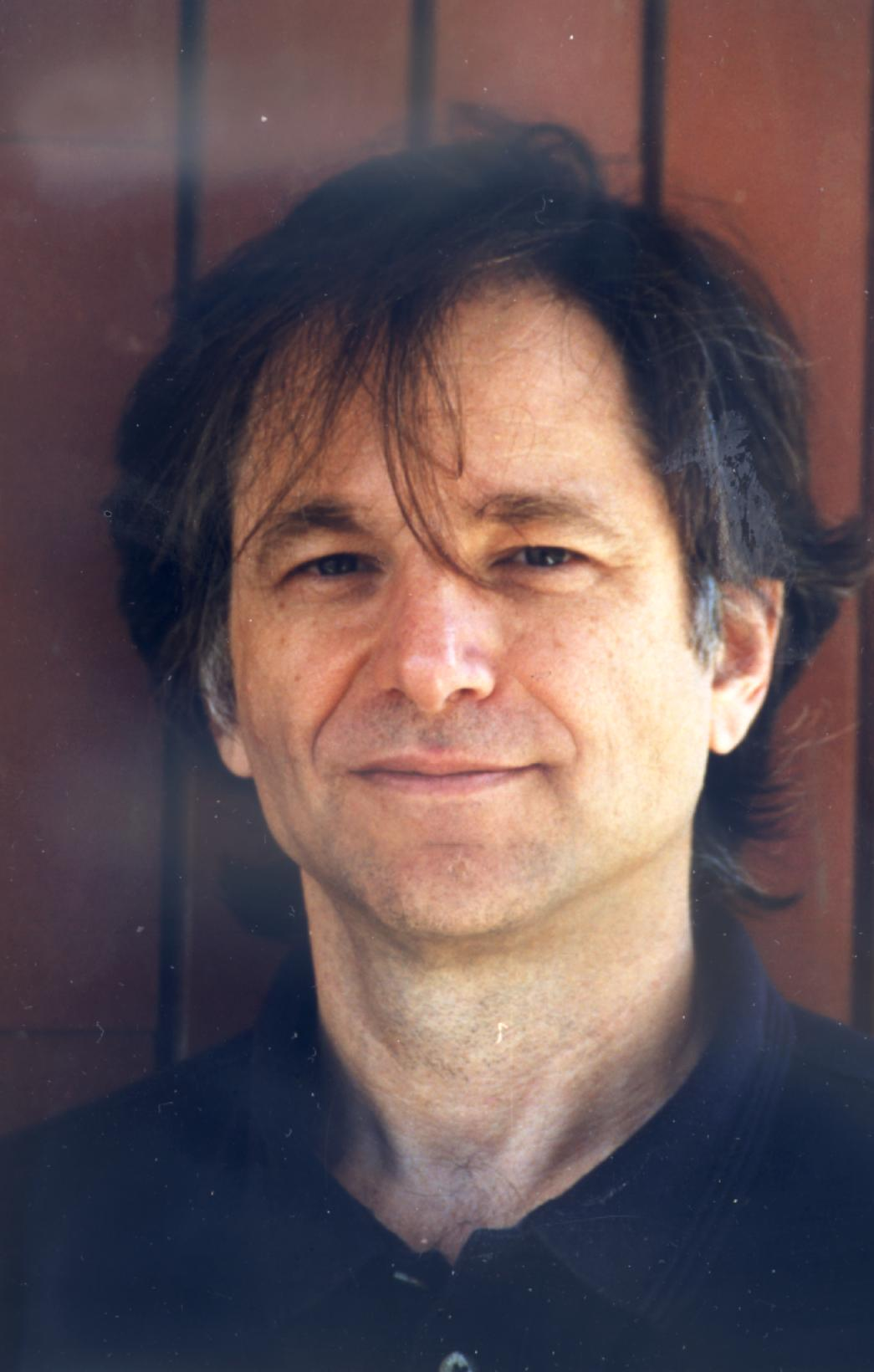
Leonard Adleman

Leonard Adleman (ur. 31 grudnia 1945 r.) – amerykański profesor nauk informatycznych oraz biologii molekularnej na Uniwersytecie Południowej Kalifornii.
Studia ukończył w 1968 roku na Uniwersytecie Kalifornijskim w Berkeley, a doktorat obronił w 1976 roku.
Wraz z Adi Szamirem i Ronaldem Rivestem jest współtwórcą asymetrycznego algorytmu szyfrującego RSA (od inicjałów twórców systemu) z 1977 roku opartego na liczbach pierwszych. Za to odkrycie wszyscy trzej w 2002 roku otrzymali Nagrodę Turinga, zwaną Noblem nauk informatycznych.
W 1994 roku opublikował artykuł Obliczenia molekularne w rozwiązaniach problemów złożonych, w którym przedstawił sposób użycia molekuł DNA w systemach obliczeniowych. Przy pomocy obliczeń molekularnych udało mu się rozwiązać problem Hamiltona. Wykorzystanie algorytmu DNA było spektakularnym sukcesem jako pierwsze pomyślne wykorzystanie komputera DNA w obliczeniach molekularnych.